# لشکرکشی بورنئو (۱۹۴۵)
لشکرکشی بورنئو (انگلیسی: Borneo campaign) بخشی از نبردهای جنگ جهانی دوم در اقیانوس آرام بود که هدف از آن، آزادسازی جزیره بورنئو از اشغال ژاپن بود.
این لشکرکشی تحت فرماندهی منطقه جنوب غربی اقیانوس آرام قرار داشت که با پیروزی متفقین همراه شد. کشور استرالیا بیشترین نقش را در این پیروزی ایفا کرد.